# Absatzprogramm
Das Absatzprogramm bezeichnet die Gesamtheit aller Güter und Dienstleistungen, die von einem Unternehmen am Markt angeboten werden. Das Verkaufsprogramm ist dagegen die Summe der Güter und Dienstleistungen, die ein Unternehmen am Markt anbietet; im Handel wird von Sortiment gesprochen. Herstellende Unternehmen können neben eigenen auch fremde Produkte (Handelsprodukte) anbieten. Damit wird die Breite des Verkaufsprogramms (Programmbreite) erweitert. Die Programmtiefe ist durch die Anzahl der Alternativen gekennzeichnet.

## Die Erstellung des Absatzprogramms
Das Absatzprogramm im engeren Sinn enthält alle Produkte, die ein Unternehmen in der unmittelbaren Zukunft absetzen bzw. verkaufen möchte. Aus dem Absatzprogramm wird das Produktionsprogramm abgeleitet, während das Verkaufs- bzw. Produktprogramm alle angebotenen Produkte enthält, die das Unternehmen anbietet und theoretisch produzieren könnte (s. a. Produktportfolio).
Das Absatzprogramm ist das Ergebnis eines Planungsprozesses, der ein integraler Bestandteil der Absatzplanung ist. Zunächst wird der Absatz für eine Menge gleichartiger Produkte geschätzt, aus denen der mittelfristige Absatzplan erstellt wird. Im Absatzplan stehen noch keine Absatzmengen für konkrete Produkte, sondern 'nur' für zusammengefasste Produktarten oder Produktfamilien. Auf Grundlage der Absatzpläne werden dann erst die eher kurzfristig ausgerichteten Absatzprogramme erstellt, in denen die Stückzahlen für die tatsächlichen Produkte und/oder Kundenaufträge stehen.
Der Prozess der Absatzplanung lässt sich besonderes gut bei den Automobilherstellern verfolgen, die in Verbindung mit den Importeuren  zunächst Absatzpläne  für den Langfristbereich erstellen, in denen 'nur' die Anzahl der Fahrzeugtypen oder Fahrzeugmodelle geplant werden. Diese Vertriebspläne werden im Laufe der Zeit produktbezogen sukzessiv verfeinert, indem die Produkte immer genauer spezifiziert werden. Am Ende des Planungsprozesses entsteht das Absatzprogramm, in dem die tatsächlichen Fahrzeugbestellungen der Kunden, Firmen oder Händler stehen.

## Marktbezogene Absatzprogramme
Im Rahmen der Globalisierung erstellen international agierende Konzerne marktbezogene Absatzprogramme. Ein Absatzmarkt kann ein konkretes Land, eine Region innerhalb eines Landes, aber auch eine Zusammenfassung von Ländern sein, da neben den unterschiedlichen Gesetzen und nationalen Regelungen auch die Vertriebswege sehr unterschiedlich sein können. In den einzelnen Absatzmärkten müssen daher unterschiedliche Produktvarianten angeboten werden, die den gesetzlichen Rahmenbedingungen und den sozialen und regionalen Gegebenheiten angepasst sind. Für die Zulassungen von PKWs gibt es in den verschiedenen Staaten  unterschiedliche gesetzliche Regelungen, die sich auf die Sicherheit und die Emissionen eines Fahrzeugs beziehen. Zudem muss das Produktangebot in jedem Absatzmarkt auf die spezifischen Kundenwünsche und Kundengruppen zugeschnitten werden.
Aus den Absatzprogrammen, die kunden- und marktorientiert erstellt werden, muss der Hersteller das Produktionsprogramm ableiten, das werksbezogen erstellt wird und sich an den Fertigungsgegebenheiten ausrichten muss. Bei der Abstimmung zwischen dem Absatzprogramm und dem Produktionsprogramm kann es zu Problemen kommen, wenn sich die Kundenwünsche nicht mit den Produktionsmöglichkeiten decken. Zudem kann es zu zeitlichen Diskrepanzen kommen, wenn die Absatzmärkte und Produktionswerke weit auseinander liegen.